# جرذ الأرز الألفاروي
جرذ الأرز الألفاروي (الاسم العلمي: Oryzomys alfaroi) (بالإنجليزية: Alfaro’s Oryzomys)‏ هو نوع من الحيوانات يتبع جنس جرذ الأرز من الفصيلة القدادية.